# Seznam zápasů české fotbalové reprezentace 2024
Seznam zápasů české fotbalové reprezentace 2024 uvádí přehled všech utkání tohoto reprezentačního výběru, jež plánuje sehrát během roku 2024.

## Přehled zápasů
| 22. března 2024 přátelské |       |                    |                                                |
| Norsko                    | 1 – 2 | Česko              | Ullevaal Stadion, Oslo rozhodčí: Willy Delajod |
| Bobb 20'                  |       | 37' Zima 85' Barák | Ullevaal Stadion, Oslo rozhodčí: Willy Delajod |

| 26. března 2024 přátelské |       |              |                                                              |
| Česko                     | 2 – 1 | Arménie      | epet Arena, Praha diváci: 16 158 rozhodčí: Julian Weinberger |
| Krejčí 45' Chorý 77'      |       | 14' Sevikjan | epet Arena, Praha diváci: 16 158 rozhodčí: Julian Weinberger |

| 7. června 2024 přátelské                                                                |       |           |                                                  |
| Česko                                                                                   | 7 – 1 | Malta     | Fotbalový stadion, Grödig rozhodčí: Stefan Ebner |
| Barák 6' (pen.) Chytil 44', 57' Jurásek David 47' Lingr 71' Jurásek Matěj 85' Černý 89' |       | 59' Mbong | Fotbalový stadion, Grödig rozhodčí: Stefan Ebner |

| 10. června 2024 přátelské          |       |                   |                                                                        |
| Česko                              | 2 – 1 | Severní Makedonie | Malšovická aréna, Hradec Králové diváci: 8 864 rozhodčí: Michal Očenáš |
| Schick 60' (pen.) Barák 90' (pen.) |       | 65' Alimi         | Malšovická aréna, Hradec Králové diváci: 8 864 rozhodčí: Michal Očenáš |

| 18. června 2024 ME 2024, skupina F |       |            |                                                             |
| Portugalsko                        | 2 – 1 | Česko      | Red Bull Arena, Lipsko diváci: 38 421 rozhodčí: Marco Guida |
| Hranáč 69' (vl.) Conceicao 90+2'   |       | 62' Provod | Red Bull Arena, Lipsko diváci: 38 421 rozhodčí: Marco Guida |

| 22. června 2024 ME 2024, skupina F |       |            |                                                                     |
| Gruzie                             | 1 – 1 | Česko      | HSH Nordbank Arena, Hamburk diváci: 46 524 rozhodčí: Daniel Siebert |
| Mikautadze 45+4' (pen.)            |       | 59' Schick | HSH Nordbank Arena, Hamburk diváci: 46 524 rozhodčí: Daniel Siebert |

| 26. června 2024 ME 2024, skupina F |       |                            |                                                                    |
| Česko                              | 1 – 2 | Turecko                    | HSH Nordbank Arena, Hamburk diváci: 47 683 rozhodčí: István Kovács |
| Souček 66'                         |       | 51' Çalhanoğlu 90+4' Tosun | HSH Nordbank Arena, Hamburk diváci: 47 683 rozhodčí: István Kovács |

| 7. září 2024 Liga národů UEFA                                          |       |             |                                                             |
| Gruzie                                                                 | 4 – 1 | Česko       | Stadion Micheila Meschiho, Tbilisi rozhodčí: Orel Grinfeeld |
| Kvaracchelija 33' (pen.) Čakvetadze 53' Mikautadze 63' Kočorašvili 66' |       | 80' Kalvach | Stadion Micheila Meschiho, Tbilisi rozhodčí: Orel Grinfeeld |

| 10. září 2024 Liga národů UEFA  |       |                       |                                                           |
| Česko                           | 3 – 2 | Ukrajina              | Fortuna Arena, Praha diváci: 18 722 rozhodčí: John Beaton |
| Šulc 21', 45' Souček 80' (pen.) |       | 37' Vanat 84' Sudakov | Fortuna Arena, Praha diváci: 18 722 rozhodčí: John Beaton |

| 11. října 2024 Liga národů UEFA |       |         |                                                           |
| Česko                           | 2 – 0 | Albánie | epet ARENA, Praha diváci: 17 823 rozhodčí: Benoit Bastien |
| Chorý 3', 63'                   |       |         | epet ARENA, Praha diváci: 17 823 rozhodčí: Benoit Bastien |

| 14. října 2024 Liga národů UEFA |       |          |                                                        |
| Ukrajina                        | 1 – 1 | Česko    | Tarczyński Arena, Vratislav rozhodčí: Guillermo Cuadra |
| Dovbyk 53' (pen.)               |       | 19' Červ | Tarczyński Arena, Vratislav rozhodčí: Guillermo Cuadra |

| 16. listopadu 2024 Liga národů UEFA |       |       |                                                      |
| Albánie                             | 0 – 0 | Česko | Air Albania Stadium, Tirana rozhodčí: Sandro Schärer |
|                                     |       |       | Air Albania Stadium, Tirana rozhodčí: Sandro Schärer |

| 19. listopadu 2024 Liga národů UEFA |       |                |                                                                        |
| Česko                               | 2 – 1 | Gruzie         | Andrův stadion, Olomouc diváci: 12 566 rozhodčí: Anastasios Papapetrou |
| Šulc 3' Hložek 24'                  |       | 60' Mikautadze | Andrův stadion, Olomouc diváci: 12 566 rozhodčí: Anastasios Papapetrou |